# Дадинце
Дадинце (серб. Дадинце) — населённый пункт в общине Власотинце Ябланичского округа Сербии.

## Климат
Климат характеризуется как умеренный морской с тёплым летом и равномерным увлажнением в течение года (Cfb в классификации климатов Кёппена). Среднегодовая температура воздуха составляет 10,9 °C. Средняя температура самого холодного месяца (января) составляет −0,1 °С, самого жаркого месяца (августа) — 20,4 °С. Расчётная многолетняя норма атмосферных осадков — 570 мм. Наибольшее количество осадков выпадает в мае (66 мм).

## Население
Согласно переписи населения 2002 года, в селе проживало 195 человек (193 серба и 2 русских).
| Численность населения | Численность населения | Численность населения | Численность населения | Численность населения | Численность населения | Численность населения | Численность населения |
| 1948                  | 1953                  | 1961                  | 1971                  | 1981                  | 1991                  | 2002                  | 2011                  |
| --------------------- | --------------------- | --------------------- | --------------------- | --------------------- | --------------------- | --------------------- | --------------------- |
| 547                   | 526                   | 493                   | 469                   | 382                   | 266                   | 195                   | 151                   |

## Религия
Согласно церковно-административному делению Сербской православной церкви, село относится к Четвёртому власотиначскому приходу Власотиначского архиерейского наместничества Нишской епархии.